# Hôtel Saint-Pol
Hôtel Saint-Pol neboli Hôtel Saint-Paul (čili Palác sv. Pavla) byl jeden z královských paláců v Paříži. V letech 1361–1364 jej nechal vybudovat jako svou rezidenci vévoda Karel Normanský, od roku 1364 francouzský král Karel V. Palác dnes již neexistuje.

## Umístění
Hôtel Saint-Pol se nacházel na pravém břehu řeky Seiny v dnešním 4. obvodu ve čtvrti Marais, téměř na okraji tehdejšího města u městských hradeb, kde byla později v letech 1370–1383 vybudována Bastila. Název paláce pochází od kostela Saint-Paul-des-Champs (dnes již rovněž zaniklého), který se nalézal v dnešní ulici Rue Saint-Paul. Palác byl vymezen dnešními ulicemi Rue Saint-Antoine kolem kostela Saint-Paul a podél Rue Saint-Paul a Rue du Petit-Musc až k Rue des Célestins, kde přiléhal k městským hradbám. V sousedství paláce se nacházel klášter celestýnů (na jihovýchodě), bekináž (na západě), dále od roku 1475 Hôtel de Sens a na severu Hôtel des Tournelles, což byl další královský palác.

## Historie
Karel V. přesídlil do paláce Saint-Pol z paláce na ostrově Cité. Jednak proto, že zde byl větší klid a nebyl tolik vytaven zápachu z neuklizených ulic jako v centru města, ale především proto, že po povstání Étienna Marcela v roce 1358 se v paláci na kraji města cítil bezpečněji.
Hôtel Saint-Pol byl postaven na troskách budovy, která pocházela z dob Ludvíka IX. (králem 1226–1270). Karel V. přikoupil další pozemky a nenechal vystavět jen jeden palác, ale soubor několika budov, ve kterých pobýval panovník, členové jeho rodiny a hosté. Součástí paláce byly dvě kaple, jedna pro krále a druhá pro královnu Johanu Bourbonskou. Kromě toho v paláci Karel V. přezdívaný též jako Moudrý shromáždil rozsáhlou sbírku knih, která se později stala základem Bibliothèque nationale de France. K paláci náležely rozsáhlé zahrady. Bylo vytvořeno osm zahrad, které od sebe oddělovaly galerie, které zase vždy spojovaly dva sousední domy. Nacházely se zde zvěřinec, akvárium, voliéry, aby vzniklo klidné místo jako na venkově.
Po smrti Karla V. palác obýval Karel VI. přezdívaný Šílený (králem 1380–1422). Zde také nejspíš došlo k tragédii na maškarním plese, kdy 28. ledna 1393 král málem uhořel a přišel o rozum. Po vyhnání dauphina Karla, pozdějšího krále Karla VII. (vládl 1422–1461) z Paříže Burgunďany (1418) palác osiřel. Ludvík XI. (králem 1481–1483) se přestěhoval na zámek Plessis-lès-Tours a pokud musel pobývat v Paříži, bydlel na zámku Vincennes. Karel VIII. (vládl 1483–1498), Ludvík XII. (1498–1515) a František I. (1515–1547) bydleli hlavně na Loiře.
Palác Saint-Pol postupně zchátral a byl v roce 1519 částečně rozprodán a o několik let později kompletně zbořen.

## Současný stav
Dnes se po paláci Saint-Pol nedochovaly žádné pozůstatky. Někdejší královské sídlo připomíná jen několik názvů ulic:
- Rue Saint-Paul
- Passage Saint-Paul
- Rue de l'Hôtel-Saint-Paul
- Rue des Jardins-Saint-Paul
- Rue des Lions-Saint-Paul, která prochází částí bývalých zahrad, ve kterých panovník choval své lvy.